# Tamames (Salamanca)
Tamames ist ein Ort und eine nordspanische Gemeinde (municipio) mit 785 Einwohnern (Stand: 2024) in der Provinz Salamanca in der Autonomen Gemeinschaft Kastilien-León. Neben dem Hauptort Tamames gehören die Ortschaften Avililla de la Sierra, Servández, Monte-Lien und Pedraza zur Gemeinde. 

## Lage
Tamames liegt etwa 90 Kilometer südwestlich von Salamanca in einer Höhe von ca. 900 m. 

## Bevölkerungsentwicklung
| Jahr      | 1900 | 1950 | 1960 | 1970 | 1981 | 1991 | 2001 | 2011 | 2021 |
| Einwohner | 1659 | 1977 | 1786 | 1281 | 1172 | 1144 | 1000 | 945  | 783  |

## Sehenswürdigkeiten
- Turm von Tamames (Torreón de Tamames, Burgruine), errichtet im 10. Jahrhundert für Ramiro II. (León)
- Kirche Mariä Himmelfahrt (Iglesia de Nuestra Senora de la Asunción) aus dem 15./16. Jahrhundert

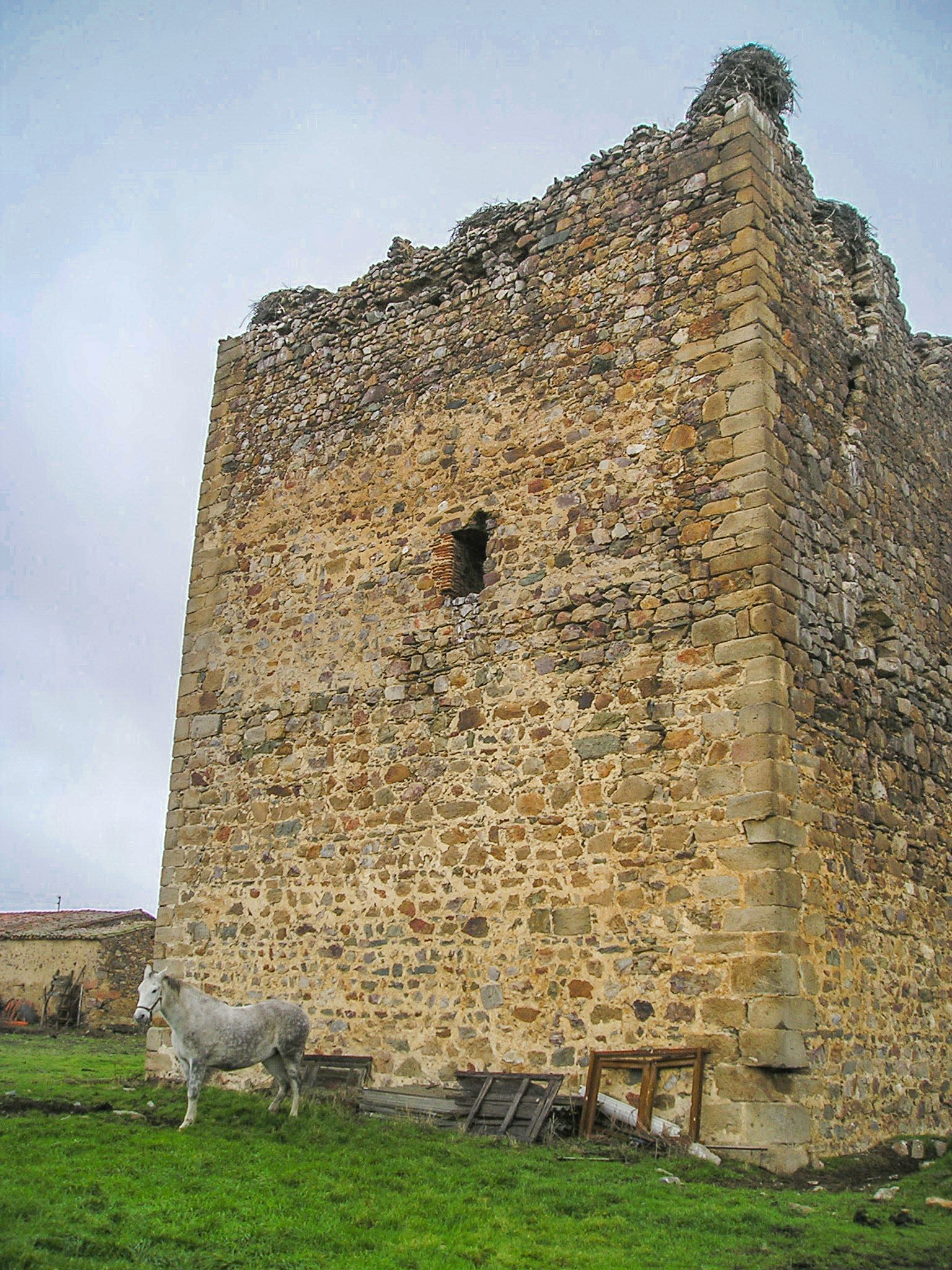
Turm von Tamames (Burgruine)